# Texture05
『Texture05』は、Koji Nakamura/Nyantoraのアルバム。2015年にMeltintoより発売された。

## 解説
SUPERCARのフロントマンである中村弘二がKoji Nakamura/Nyantora両名義で制作しているCD-Rシリーズ「Texture」の第5弾。
中村のオンラインショップ「Meltinto」や、ライブ会場で販売されている。
ジャケットのスタンプの色は緑。
2017年7月16日に収録曲全ての曲名が発表された。

## 収録曲
1. STREAM
2. THEROAD
3. SUSPICION
ショートPVが中村の公式Twitterで公開されている。
4. ET
5. PRE
「Texture Web2」にも収録された。
6. NOX
PVがYouTubeで、音源がSoundCloudで公開されている。「Texture Web」にも収録された。
7. GOMORRAH
8. LFS
9. FUNCKYCITY
10. SWLFO
11. CTRL

全作曲・編曲：中村弘二